# Václav Jíra
Václav Jíra (* 17. prosinec 1939 Louny) je český výtvarník, spolu se Zdeňkem Sýkorou, Kamilem Linhartem, Vladislavem Mirvaldem, Janem Valtem, Zdeňkem Ladrou, Jaroslavem Čásou a Miroslavem Kuklou člen Lounské krajinářské školy. Od poloviny 60. let až do současnosti se prosadil jako tvůrce mobilních strojků a strojů, sestavených z technických součástí různých výrobků.

## Životopis
Narodil se v Lounech, kde žije dodnes. Po absolvování základní školy se v místním Železničním učilišti v roce 1954 vyučil kovářem. Pak nastoupil na umístěnku do Brna do závodu ZKL Líšeň, kde pracoval až do roku 1959. Během této doby vystudoval při zaměstnání Strojní průmyslovou školu. Základní vojenskou službu absolvoval v letech 1959–1961. Pak se vrátil do Loun a nastoupil jako metodik pro výtvarné umění v Městském kulturním středisku. V letech 1961–1965 jezdil soukromě na přednášky na Pedagogickou fakultu UK v Praze, kde přednášeli i jeho lounští učitelé Zdeněk Sýkora a Kamil Linhart.
Ihned po návratu z prezenční vojenské služby se stal členem výtvarného kroužku, který v Lounech vedl Zdeněk Sýkora. Koncem 60. let přešel do Městského kulturního střediska. Od 70. let byl členem Svazu českých výtvarných umělců. Po roce 1989 trvalý pracovní poměr opustil. První samostatnou výstavu měl v roce 1964 v Kadani, od roku 1983 vystavuje pravidelně.

## Dílo

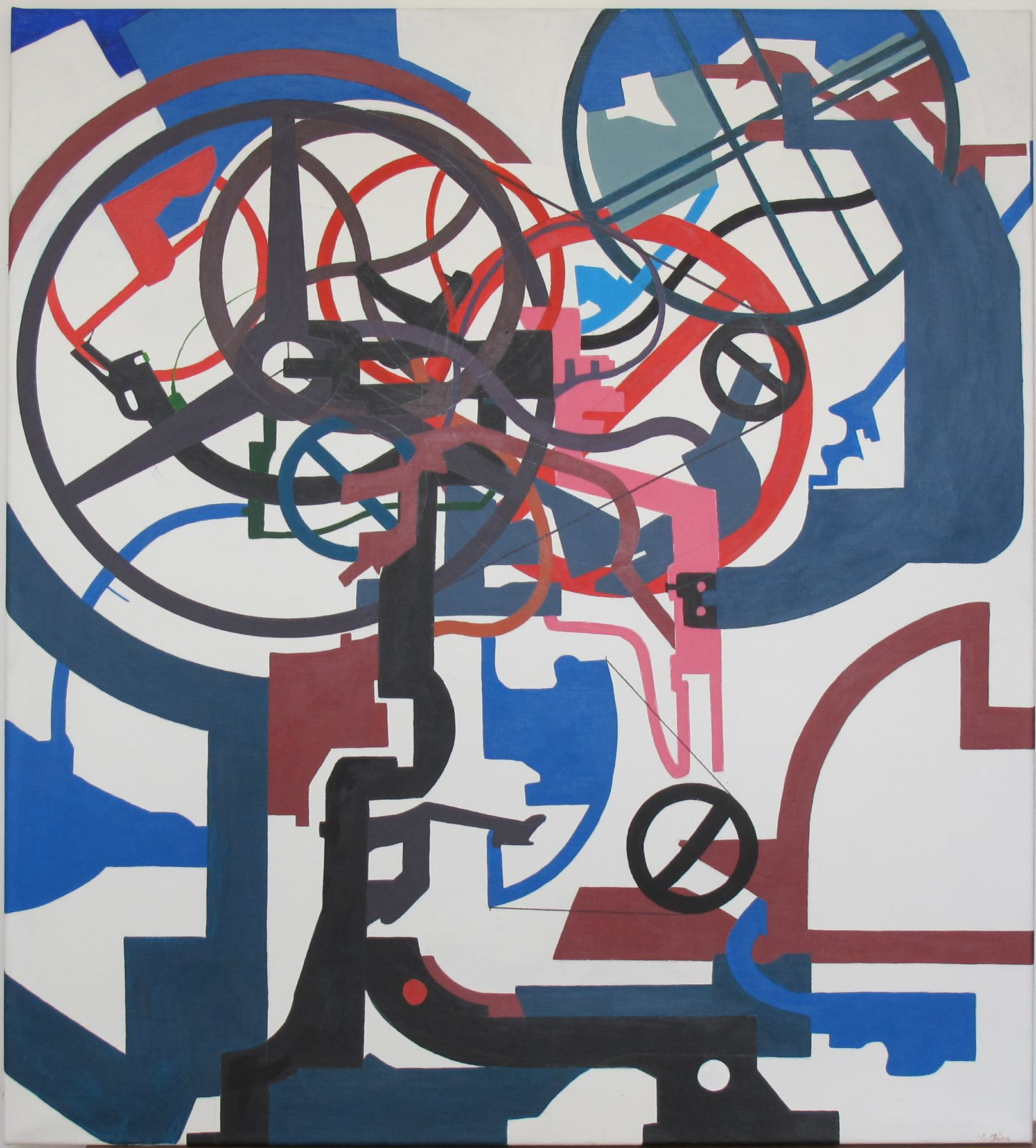
Model strojku K, 2004, 100 x 90 cm

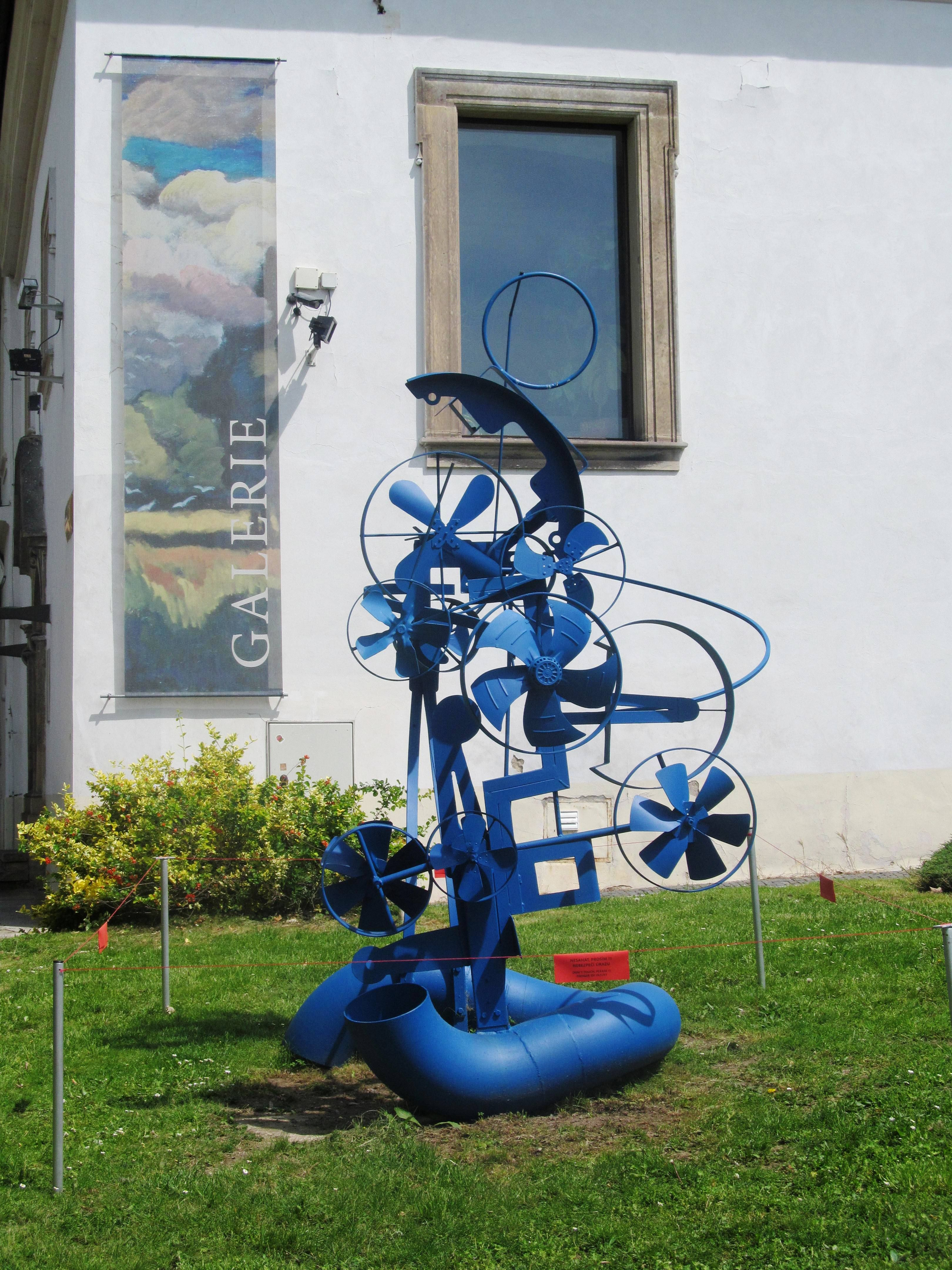
Coubí, 2007

Od počátku 60. let sleduje Jírova tvorba dvě základní oblasti: krajinomalbu a tvorbu, resp. zobrazování strojků. Až do současnosti probíhají obě sféry paralelně. Ačkoliv těžiště Jírovy tvorby spočívá ve strojcích, nerezignoval ani na zobrazení krajiny, zejména Lounského středohoří. V jeho plátnech se krajina přetváří v barevné plochy, které vytvářejí organické struktury. Ačkoliv Jírova recepce krajiny není popisná, vyzařuje z jeho pláten citové zaujetí a schopnost vystihnout náladu zvoleného námětu.
Strojky začal Jíra vytvářet v roce 1961. Inspiroval ho k tomu nález hracího strojku doma na půdě. Adaptoval ho na Malovací stroj podáněný dynamem, který pacičkami čmáral klikyháky na papír. Další strojky pak vznikaly z nejrůznějších součástek nalezených na skládkách, smetištích a sběrnách. Přetvořením do nového tvaru a rozpohybováním získávají původní součástky zcela nový význam a smysl.
Za tvorbou recyklovaných strojků – mobilů (autorem termínu "mobil" je Marcel Duchamp, který ho použil pro výtvory Alexandra Caldera) stojí stejná myšlenka, která vedla k vytváření podobných artefaktů Hanse Arpa, Francise Picabiu a zejména Jírovy současníky, Švýcara Jeana Tinguelyho a Američana Alexandra Caldera. Nutno podotknout, že v době, kdy Jíra začal strojky vytvářet, mu byla díla uvedených autorů neznámá. Jírova tvorba se proto řadí do kontextu evropského dadaismu. Jírův autentický přínos do oblasti strojků-mobilů spočívá v dalších dvou způsobech jejich zobrazení. Jíra maluje obrazy a podrobné plány strojků, jak těch existujících, tak fiktivních.Zcela originálním Jírovým řešením další existence strojků je jejich slisování, tedy jakási druhá recyklace, po níž se stávají ze třídimenzních objektů plošnými vyobrazeními. Od roku 2014 se Jíra zabývá tvorbou velkoformátových pláten na náměty skladeb soudobých skladatelů, např. Zdeňka Šestáka, Ondřeje Adámka, Jana Hanuše, Ondřeje Štochla, Petra Wajsara či italské skladatelky Clary Iannotty.

## Výstavy společné a samostatné
- 1964 Kadaň
- 1967 Praha, Galerie na Karlově náměstí (poprvé vystaveny strojky)
- 1969 Teplice, Teplický saloon
- 1971 Louny, Galerie Benedikta Rejta
- 1979 Zschopau (Sasko), výstava lounských výtvarníků
- 1980 Louny, Fučíkovo divadlo
- 1983 Ústí nad Labem, výstavní síň Severní terasa
- 1984 Ústí nad Labem, výstavní síň Hrnčířská
- 1985 Praha, výstavní síň Újezd
- 1987 Ústí nad Labem, Činoherní studio
- 1990 Frankfurt nad Mohanem; Tokio, galerie Maurich Shaji
- 1992 New York, galerie Mari Hubé
- 1993 Frankfurt nad Mohanem, Ambiente 93
- 1994 Mnichov, Gemäldeverlag Mörtl
- 1996 Litoměřice, Severočeská galerie výtvarného umění
- 1999 Louny, výstavní síň Telecom; Praha, galerie Platýz
- 2000 Barendrecht, Nizozemsko
- 2001 Praha, galerie U Černé Matky Boží
- 2002 Louny, Galerie Benedikta Rejta
- 2003 Louny, výstavní síň Vrchlického divadla
- 2004 Františkovy Lázně, Galerie Brömse
- 2005 Praha, Museum Kampa, Nadace Jana a Medy Mládkových; Praha, Výstavní síň Mánes
- 2006 Sofie, České centrum
- 2008 Bangkok, Thajsko
- 2009 Praha, Museum Kampa, Nadace Jana a Medy Mládkových, Strojky II; Louny, výstavní síň Vrchlického divadla
- 2010 Brno, Realita je víc než fikce, Asambláž jako tvůrčí princip v českém umění 60. a 70. let, Dům umění města Brna; Černčice, Galerie Emila Juliše; Praha, Museum Kampa, Nadace Jana a Medy Mládkových
- 2011 Louny, Galerie 2x28
- 2014 Praha, Galerie Pecka, Typornamento
  - Louny, Galerie města Louny, Rybí kosti – vyhozené nůžky
- 2015 Praha, Nová síň, Chronos – Quadrivium
- 2019 Roudnice nad Labem, Galerie moderního umění, Poezie z kovošrotu
  - Černčice, Galerie Emila Juliše, Hudba barev a kovu
  - Louny, Galerie města Louny, Barva – hudba – rytmus

## Galerie

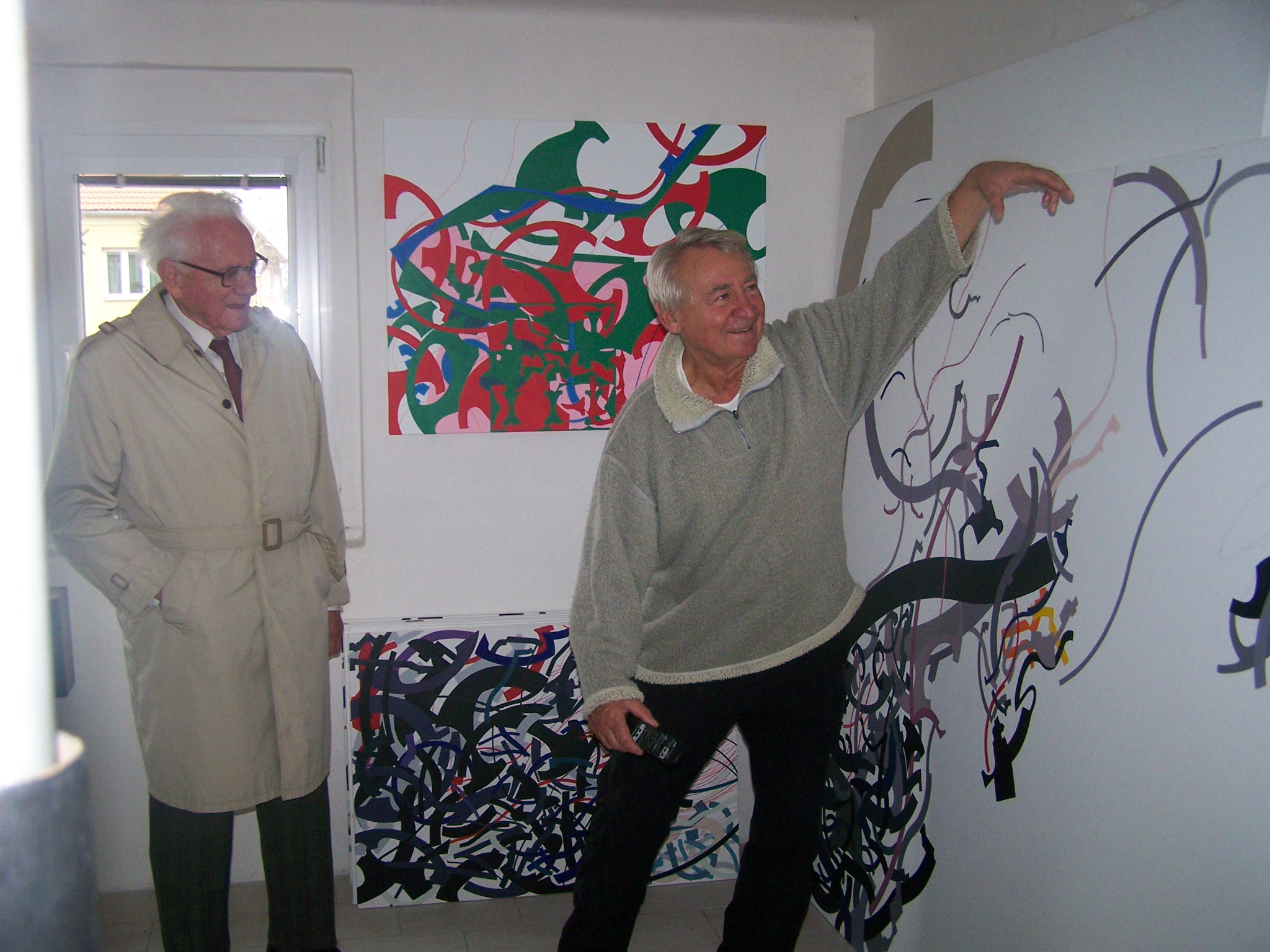
S hudebním skladatelem Zdeňkem Šestákem
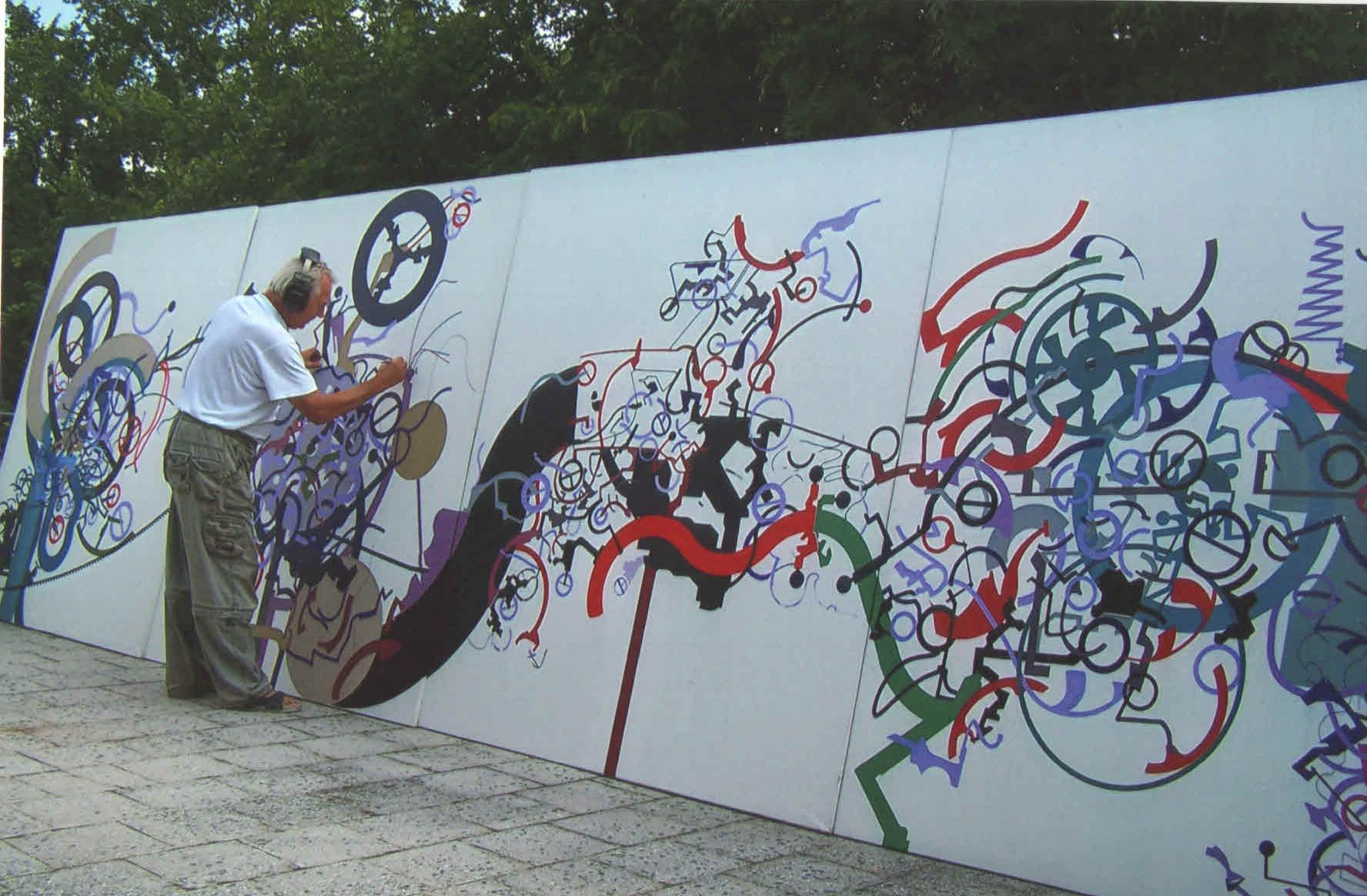
Václav Jíra maluje obraz na hudbu Petra Wajsara
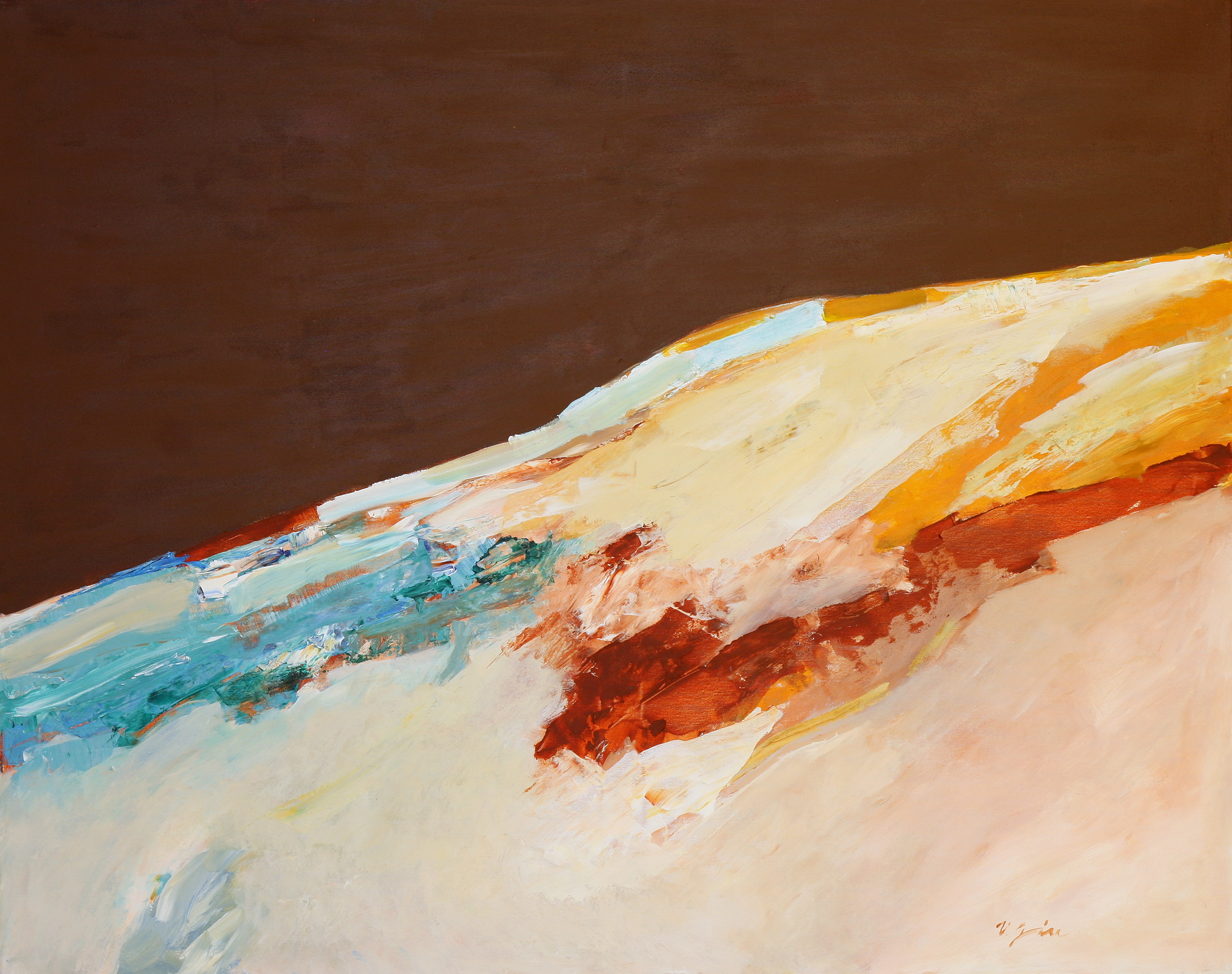
Údolí u Brloha (2011)
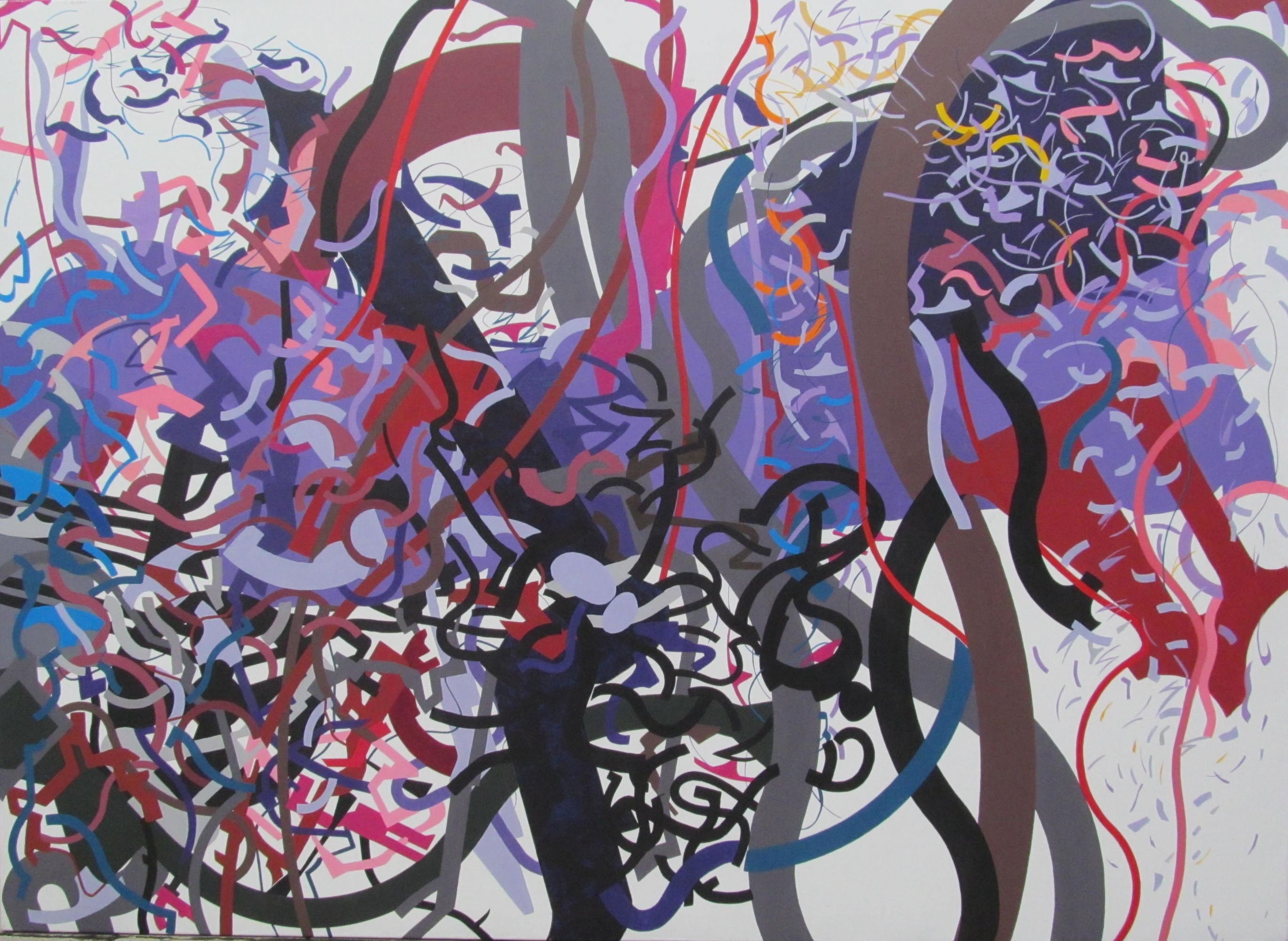
Pronásleduje mne duch zítřka. Podle stejnojmenné skladby Jany Vöröšové (2015)